# Associació Cultural i LGTBI+ Okay Productions
L'Associació Cultural i LGTBI+ Okay Productions és una organització dedicada a promoure activitats per al col·lectiu LGTBIQ+, amb l'objectiu d'impulsar la cultura i el sector audiovisual de les Terres de l'Ebre i el Camp de Tarragona. Roger Font, treballador de Canal Terres de l’Ebre és el seu fundador. L'associació es va presentar al públic el 12 de novembre de 2022 a través de la projecció del seu primer audiovisual, Objectiu Innocent, al cinema de Roquetes, un programa d'innocentades que va ser emès al Canal Terres de l'Ebre i a diverses televisions locals catalanes el dia 28 de desembre. Les activitats programades per l'associació van des de activitats més tradicionals com les celebracions de Sant Jordi i Santa Jordina o La Castanyada fins a altres més reivindicatives com el dia de l'Orgull LGTBIQ+. Així, amb el suport de l'Ajuntament de Roquetes, van crear «Unicorns Pride Ebre», una gran festa en la qual van participar dos milers de persones.